# Nowa mikroekonomia bezrobocia
Nowa mikroekonomia bezrobocia – powstała w latach 70. XX wieku teoria wyjaśniająca funkcjonowanie rynku pracy. Swą analizą obejmuje zespół instrumentów, które mają zapewnić lepsze funkcjonowanie tego rynku oraz redukcję bezrobocia w poszczególnych grupach siły roboczej. Dzięki selektywnemu charakterowi występujących narzędzi (adresowane są do konkretnych grup siły roboczej) możliwe jest skuteczne zwalczanie bezrobocia strukturalnego i frykcyjnego. Istotne jest także zastosowanie tych instrumentów w redukcji bezrobocia występującego w warunkach nierównowagi na rynku pracy. 
Nowa mikroekonomia opiera się na neoklasycznych założeniach ekonomii, takich jak: konkurencja doskonała, giętkość cen i płac, pełne zatrudnienie (wyłączona jest tu jedynie teza o dobrej informacji dotyczącej wszystkich cen, którą powinny posiadać podmioty gospodarcze). Główne stwierdzenie tej teorii głosi, że mechanizm konkurencji, sam w sobie, nie jest główną przyczyną bezrobocia, może jedynie wywoływać trudności z przepływem informacji o rynku pracy. W ramach nowej mikroekonomii rozwinęły się teorie: poszukiwania pracy (job search), bezwarunkowej umowy o pracę (implicit contract theory) oraz inwestowania w człowieka (human capital theory). 
Do instrumentów nowej mikroekonomii należą:
- szkolenia zawodowe umożliwiające bezrobotnym zdobywanie kwalifikacji,
- pożyczki udzielane przedsiębiorcom na tworzenie miejsc pracy i pożyczki dla bezrobotnych na rozpoczęcie działalności gospodarczej,
- pośrednictwo pracy, które poprzez zgromadzone informacje o wolnych miejscach pracy i bezrobotnych ma pomagać w znalezieniu zatrudnienia,
- finansowa pomoc państwa kierowana do przedsiębiorstw, które rezygnują z redukcji miejsc pracy lub tworzą nowe miejsca pracy,
- programy robót publicznych, które oferują miejsca pracy w sektorach mało popularnych wśród przedsiębiorców prywatnych,
- programy antydyskryminacyjne, które chronią „pokrzywdzonych” na rynku pracy,
- długookresowe strategie zatrudnienia.